# Habitatge al carrer Francesc Santacana, 8 (Martorell)
L'Habitatge al carrer Francesc Santacana, 8 és una obra modernista de Martorell (Baix Llobregat) inclosa a l'Inventari del Patrimoni Arquitectònic de Catalunya.

## Descripció
Habitatge entre mitgeres estructurat en planta baixa i dos pisos superiors. La f'çana és arrebossada i pintat de blanc. A la planta baixa hi ha tres entrades, totes allindades, dues portes de grans dimensions i una de més petita que dona accés als habitatges. Als pisos superiors hi ha dues entrades amb muntants i llindes de pedra a cada pis, tots ells són balcons amb baranes de ferro forjat. Remata l'edifici una barana amb motius de pedra vegetals. Al centre hi ha una zona sobrealçada que té una gelosia de majors dimensions que les anteriors.